# Старый Иштеряк
Ста́рый Иштеря́к (тат. Иске Иштирәк) — село в Лениногорском районе Республики Татарстан, административный центр Староиштерякского сельского поселения.

## Этимология
Топоним произошёл от татарских слов «иске» (старый), «иш» (пара) и татарского фитонима «тирәк» (тополь).

## География
Деревня находится на реке Шешма, в 37 км к западу от районного центра — города Лениногорска.

## История
Село упоминается в первоисточниках с 1730-х годов.
В сословном отношении, вплоть до 1860-х годов жителей села причисляли к государственным крестьянам и тептярям. Их основными занятиями в то время были земледелие, скотоводство.
Во время Крестьянской войны 1773–1775 годов отрядами повстанцев в Восточном Закамье командовал уроженец села А. Уразметов.
В «Списке населенных мест по сведениям 1859 года», изданном в 1864 году, населённый пункт упомянут как казённая деревня Старая Иштерякова 3-го стана Бугульминского уезда Самарской губернии. Располагалась при реке Шешме, по правую сторону большой дороги из Бугульмы на Сергиевские минеральные воды, в 48 верстах от уездного города Бугульмы и в 30 верстах от становой квартиры в казённой деревне Балахоновке. В деревне в 73 дворах жили 451 человек (198 мужчин и 253 женщины). Была мечеть.
По сведениям из первоисточников, в начале XX столетия в селе действовали 3 мечети. В 1909 году в селе было открыто новометодное медресе.
С 1930 года в селе работали коллективные сельскохозяйственные предприятия.
Административно, до 1920 года село относилось к Бугульминскому уезду Самарской губернии, с 1920 года — к Бугульминского кантону, 1930 года – к Шугуровскому, с 1959 года — к Лениногорскому району Татарстана.

## Население
Динамика
По данным переписей, население села увеличивалось с 451 человека в 1859 году до 1887 человек в 1920 году. В последующие годы численность населения села уменьшалась и в 2017 году составила 574 человека.
| 2023 |
| ---- |
| 490  |

Национальный состав
Согласно результатам переписи 2002 года, в национальной структуре населения села татары составляли 97% из 524 человек.

## Экономика
Полеводство, молочное скотоводство. В селе действуют ООО Агрофирма «Ялтау» и ООО «Агрофирма"Лениногорская"».

## Инфраструктура
Основная школа, детский сад, дом культуры, фельдшерско-акушерский пункт, библиотека. Через село проходит автомобильная дорога регионального значения 16К-1093 «Лениногорск — Черемшан».

## Религия
Мечеть (с 2001 года).

## Известные люди
- Р. И. Заляев (р. 1936) – слесарь-трубоукладчик, Герой Социалистического Труда, заслуженный строитель ТАССР.
- С селом связаны жизнь и деятельность поэта-суфия Мавля Колыя, который вместе с семьей переселился в сюда в 1699 году.